# Heather Dubrow
Heather Paige Dubrow (née Heather Paige Kent, née le 5 janvier 1969) à Bronx, New York est une actrice et personnalité de la télévision américaine.
Elle est surtout connue pour sa participation à l'émission de télé-réalité Les Real Housewives d'Orange County de 2012 à 2016 et depuis 2021,. Elle a également interprété le rôle de Lydia DeLucca dans la série télévisée du même nom de 2000 à 2002.

## Biographie

### Jeunesse et formation
Heather est née dans le Bronx et a grandi à Chappaqua, dans l’État de New York.  C’est une Américaine de cinquième génération d’ascendance juive (d’Allemagne, de Hongrie et de Pologne),. En 1990, elle est diplômée de l’Université de Syracuse avec un baccalauréat en beaux-arts.

### Carrière
De 2000 à 2002, Heather joue dans le drama télévisé de CBS Lydia DeLucca où elle incarne le personnage du même nom. Elle interprète aussi la chanson thème de l'émission, Learnin 'As I Go, utilisée dans la deuxième saison.
En 2006, Heather rejoint Les Real Housewives d'Orange County au début de la saison 7 avant de quitter l'émission en 2016 soit cinq saisons plus tard lors de la saison 11,,.
En juin 2020, aux côtés de son mari Terry, elle anime et produit The Seven Year Stitch pour E!
En 2021, soit 4 ans après son départ des Real Housewives d'Orange County, il est annoncé que Heather sera de retour dans l'émission pour la seizième saison.

### Vie personnelle
En 1999, Heather épouse Terry Dubrow, un chirurgien plasticien et le frère cadet du chanteur de heavy metal Kevin DuBrow, qui a joué dans le groupe Quiet Riot jusqu'à sa mort d'une overdose en 2007. Ils résident dans le comté d'Orange, en Californie et ont quatre enfants : les jumeaux Nicholas et Maximillia (né en 2003) et deux filles Katarina (né en 2006) et Collette (né en décembre 2010),,.

## Filmographie

### Cinéma
- 2002 : The First $20 Million Is Always the Hardest : Claudia Goss
- 2002 : Now You Know : Marty

### Télévisions
- 1991 : Baby Talk : Suzi (saison 2, épisode 10)
- 1994 : Amour, Gloire et Beauté : Georgette (3 épisodes)
- 1994 : Mariés, deux enfants : Cherise (saison 9, épisode 4)
- 1994 : Roseanne & Tom: Behind the Scenes : Kim Silva (téléfilm)
- 1996-1997 : Life with Roger : Kate
- 1997 : Men Behaving Badly : Ellen (saison 1, épisode 12)
- 1997-1998 : Jenny : Maggie Marino
- 1999 : Demain à la une : Maddie Stefanovich (saison 3, épisode 12)
- 1999 : The Norm Show : Diane (saison 1, épisode 2)
- 1999-2000 : Stark Raving Mad : Margaret "Maddie" Keller
- 2000-2002 : That's Life : Lydia De Lucca
- 2009 : Surviving Suburbia : Mrs. Spillman (2 épisodes)
- 2013 : Malibu Country : Brooke (épisode 9)
- 2013 : Hot in Cleveland : Nikki (saison 4, épisode 9)
- 2013 : Hawaii 5-0 : Emily (saison 4, épisode 11)
- 2014 : Sequestered : Marisa
- 2017 : Young & Hungry : Natasha (saison 5, épisode 3)

### Émissions de télé-réalité
- 2012-2016, depuis 2021 : Les Real Housewives d'Orange County (principale saison 7 à 11, depuis la saison 16)
- 2013 : Tamara's OC Wedding
- 2023 : Celebrity Family Feud
- 2024 : Million Dollar Listing Los Angeles